# Leucophanes renauldii
Leucophanes renauldii är en bladmossart som beskrevs av Jules Cardot 1904. Leucophanes renauldii ingår i släktet Leucophanes och familjen Calymperaceae. Inga underarter finns listade i Catalogue of Life.